# Rameškovský rajón
Rameškovský rajón (rusky Рамешковский) je jedním z rajónů Tverské oblasti v Rusku. Jeho administrativním centrem je sídlo městského typu Rameški. V roce 2010 zde žilo 15 985 obyvatel.

## Geografie
Rajón leží v jihovýchodní části Tverské oblasti a jeho rozloha je 2511 km². Skládá se z 11 samosprávných obecních obvodů, z toho je jeden městský a 10 vesnických.
Sousední rajóny:
- sever – Maxatichynský rajón
- severovýchod – Bežecký rajón
- východ – Kašinský rajón, Kimrský rajón
- jih – Kalininský rajón
- západ – Lichoslavlský rajón